# Gannett
Gannett Co., Inc é uma empresa de mídia norte-americana com sede em Tysons Corner na Virgínia.. É a maior editora de jornais em circulação diária dos Estados Unidos.
A companhia faz a edição dos jornais USA Today, USA Weekend, The Arizona Republic, The Indianapolis Star, The Cincinnati Enquirer, The Tennessean, em Nashville, Tennessee, The Courier-Journal, em Louisville, Kentucky, o democrata e Chronicle em Rochester, New York, The Des Moines Register, o Detroit Free Press, The News-Press em Fort Myers, e o Great Falls Tribune.
Em 2017, sua receita foi de 3,146 bilhões de dólares.